# 志村道夫
志村 道夫（しむら みちお、1914年（大正3年） - 没年不詳）は昭和期の歌手。『南から南から』の作曲者で知られる吉田信（加賀谷信）の実弟。本名は吉田義八郎。

## 経歴
兵庫県神戸市元町出身。関西学院中学部、国立音楽学校、日本高等音楽学校に在籍した。学生時代は、テニス選手として活躍。上京後、当時ビクターで作曲活動をしていた兄・吉田信（別名：加賀谷伸、塙六郎）の紹介で、声楽家徳山璉の門下となる。
　1935年（昭和10年）ニットーのジャズ用レーベルだったクリスタルレコードからデビュー。初期の服部良一作品「流線型ジャズ」など、主にジャズ調の曲をレコーディングした。ニットーがタイヘイに吸収合併された後は、一時、マイナーレーベルからもレコードを出していた。1938年（昭和13年）に東京高等音楽学院を卒業。翌1939年（昭和14年）3月、コロムビアの専属となり、中野忠晴が率いたコロムビア・ナカノ・リズム・ボーイズなどと組んで再びジャズ調の流行歌を歌い、松竹映画『純情二重奏』にも出演。
　1940年（昭和15年）、召集令状が下り、コロムビアを挙げて、志村の入営のための壮行会を行ったが、学生時代にテニスで足を痛めた後遺症から、除隊を言い渡され、すぐに歌手として復帰。1940年（昭和15年）3月発売の奥山彩子との「蛇姫絵巻」が「お島千太郎旅唄」とのカップリングでヒット。その後、「春は朗らか」「密林の月」などをレコーディングするが、大ヒットには恵まれなかった。
　戦後も1947年（昭和22年）にも「青春の歌」などを発売し、映画にも出演しているがあまり振るわず、1950年（昭和25年）にポリドールに移籍。翌年、ポリドールが経営不振から国内の流行歌部門を閉鎖し、流行歌の世界から遠ざかった。
1970年（昭和45年）2月17日に東京12チャンネルで放送された「なつかしの歌声」に出演。同番組の出演はこの1回のみで出演映像が現存している。

## 代表曲
| 曲名                          | 発売年              | 作詞                              | 作曲                          | レーベル                | レコード番号 | 備考                                                                         |
| ----------------------------- | ------------------- | --------------------------------- | ----------------------------- | ----------------------- | ------------ | ---------------------------------------------------------------------------- |
| 流線ジャズ                    | 1935年 （昭和10年） | 藤原山彦                          | 服部良一                      | クリスタル              | 2002-A       |                                                                              |
| 僕等のハイキング              | 1935年 （昭和10年） | 島田磬也                          | 服部良一                      | クリスタル              | 2002-B       |                                                                              |
| 若き日の感激                  | 1938年 （昭和13年） | 久保田宵二                        | 古関裕而                      | コロムビア              | 29913        |                                                                              |
| 雨の銀座                      | 1939年 （昭和14年） | サトウ・ハチロー                  | 服部良一                      | コロムビア              | 30221        |                                                                              |
| お寝みなさい                  | 1939年 （昭和14年） | 横山孝                            | Donaldson                     | コロムビア              | 30298        |                                                                              |
| 向う横丁                      | 1939年 （昭和14年） | 久保田宵二                        | 仁木他喜雄編曲                | コロムビア              | 30400        | コロムビア・ナカノ・リズム・シスターズとの共演                               |
| 通りゃんせ                    | 1940年 （昭和15年） | 久保田宵二                        | 服部良一編曲                  | コロムビア              | 100006       | コロムビア・リズム・シスターズとの共演                                       |
| 蛇姫絵巻                      | 1940年 （昭和15年） | 大毎・東日懸賞当選歌 西条八十補作 | 古賀政男                      | コロムビア              | 100018       | 奥山彩子とのデュエット 東宝映画「蛇姫様」主題歌                              |
| 青空行けば                    | 1941年 （昭和16年） | 藤浦洸                            | J.Pierpont 服部良一編曲       | コロムビア              | 100195       | 合唱：コロムビア女声合唱団 原曲はジングル・ベル                              |
| 春は朗らか                    | 1941年 （昭和16年） | 藤浦洸                            | 古賀政男                      | コロムビア              | 100229       | 合唱：コロムビア女声合唱団                                                   |
| 大政翼賛の歌                  | 1941年 （昭和16年） | 山岡勝人                          | 鷹司平通                      | コロムビア              | 100246       | 伊藤久男、霧島昇、高倉敏、松原操、二葉あき子、渡辺はま子、奥山彩子との合唱   |
| 密林の月                      | 1942年 （昭和17年） | サトウ・ハチロー                  | 加賀谷伸                      | コロムビア              | 100546       | 二葉あき子とのデュエット                                                     |
| 勝利の進軍                    | 1944年 （昭和19年） | サトウ・ハチロー                  | 古賀政男                      | コロムビア （ニッチク） | 100912       | 波平暁男、近江俊郎、高倉敏、菅沼ゆき子、奈良光枝、池真理子、渡辺一恵との合唱 |
| 勝利の日まで                  | 1944年 （昭和19年） | サトウ・ハチロー                  | 古賀政男                      | コロムビア              | 100912       | 波平暁男、近江俊郎、高倉敏、菅沼ゆき子、奈良光枝、池真理子、渡辺一恵との合唱 |
| 肩をならべて                  | 1946年 （昭和21年） | サトウ・ハチロー                  | 仁木他喜雄                    | コロムビア              | A128         |                                                                              |
| 青春の唄                      | 1947年 （昭和22年） | サトウ・ハチロー                  | 服部良一                      | コロムビア              | A202         |                                                                              |
| 楽しい日曜日                  | 1947年 （昭和22年） | 三木鶏郎                          | 三木鶏郎                      | コロムビア              | A262         | 池真理子とのデュエット                                                       |
| さすらいの街                  | 1950年 （昭和25年） | 江波清子                          | 井田一郎                      | ポリドール              | 2011         |                                                                              |
| 消え残る灯                    | 1950年 （昭和25年） | 大草華子                          | 高原一（阿部武雄）            | ポリドール              | 2016         | 東横映画東映配給「ジルバの鉄」主題歌                                         |
| 祝日の歌 （ANNIVERSARY SONG） | 1950年 （昭和25年） | 寺安浩十                          | イヴァノヴィッチ 露木芳夫編曲 | ポリドール              | 2025         | コロンビア映画「ジョルスン物語」主題歌                                       |

## 主な出演

### 映画
- 純情二重奏（1939年、松竹） - アパートの芸術家 酒井 役
- のど自慢狂時代（1949年、大映） - 歌野馬太郎 役

### テレビ
- 歌の花びら（1957年2月16日、NHK）[2]
- なつかしの歌声（1970年2月17日、東京12チャンネル）